# Allomorphia howellii
Allomorphia howellii là một loài thực vật có hoa trong họ Mua. Loài này được (Jeffrey & W.W. Sm.) Diels mô tả khoa học đầu tiên năm 1933.